# Нелюбовське (Калузька область)
Нелюбовське (рос. Нелюбовское) — село в Перемишльському районі Калузької області Російської Федерації.
Населення становить 8 осіб. Входить до складу муніципального утворення Присілок Григоровське.

## Історія
Від 2004 року входить до складу муніципального утворення Присілок Григоровське

## Населення
| 2002 | 2010 |
| ---- | ---- |
| 11   | ↘8   |